# Рибаково (Любуське воєводство)
Рибаково (пол. Rybakowo, нім. Rohrbruch) — село в Польщі, у гміні Клодава Ґожовського повіту Любуського воєводства.
Населення — 250 осіб (2011).
У 1975-1998 роках село належало до Гожовського воєводства.

## Демографія
Демографічна структура станом на 31 березня 2011 року:
|          | Загалом | Допрацездатний вік | Працездатний вік | Постпрацездатний вік |
| -------- | ------- | ------------------ | ---------------- | -------------------- |
| Чоловіки | 131     | 21                 | 98               | 12                   |
| Жінки    | 119     | 17                 | 78               | 24                   |
| Разом    | 250     | 38                 | 176              | 36                   |